# نظریه فیلم مارکسیستی
سرگئی آیزنشتاین و بسیاری دیگر از فیلمسازان شوروی در دههٔ ۱۹۲۰ ایده‌های مارکسیسم را از طریق فیلم هایشان نمایش دادند. در واقع، دیالکتیک هگلی به بهترین شکل در ویرایش فیلم از طریق آزمایش لف کولشوف و توسعه مونتاژ نمایش داده شد.
در حالی که این رویکرد ساختارگرایی به مارکسیسم در فیلمسازی مورد استفاده قرار گرفت، این نقد به فیلمسازان روسی وارد شد که از ساختار روایی سینمای هالیوودی در فیلم هایشان استفاده می‌کنند.
راه حل آیزنشتاین این بود که روایت را از پروتاگونیست به ناچار حذف کرده و به آن را مردم و جمع منتقل کند و داستان از طریق برخورد یک تصویر برابر بعدی (چه در ترکیب، حرکت، یا ایده) بسازد به طوری که مخاطبان تصور نکنند که با صحنه‌هایی تصنعی روبه رو شده‌اند.
اگر چه خود آیزنشتاین در دوره استالین متهم یه کج روی در ساختارگرایی شد به گونه‌ای که زیباشناسی در فیلم را بر نمایش قدرت توده مردم شرافتمند را ترجیح داد.
ژان لوک گدار مونتاژ رادیکال و سینمای موضوع محور در پارودی را جهت بازتاب و فهم بهتر ایده‌های مارکسیستی به عرصه اجرا گذاشت.
گای دبور، فیلم ساز کم‌کار و نویسندهٔ کتاب 'نمایش و جامعه' در فیلم خود به این موضوع نقد وارد می‌سازد که تماشاگرانی که برای مشاهده فیلم می‌روند، که از زندگی روزمره، ملالت بار و کسل کننده خود را فراموش کنند.
فیلم سازان موقعیت گرا هم فیلم‌های مهمی ساخته‌اند. فیلم 'آیا دیالکتیک می‌تواند دیوار را بشکند؟' که در ژانر رزمی و راجع به کونگ فوی چینی بوده، بازمونتاژ شده و تبدیل به فیلمی شده‌است که منتقد سرمایه داری و تبلیغ کنندهٔ انقلابات کارگری است، به این سبک کار 'دتورنمنت' گفته می‌شود که از تصاویر سرمایه داری به صورت طنز علیه خود استفاده شود.
تئوری فیلم مارکسیستی از این اصول پیروی کرده و به دامنه‌ای حتی گسترده‌تری که شامل نمایش ساختار قدرت در سینما باشد نیز اشاره دارد.
به طور کلی تئوری فیلم مارکسیستی مبلّغ این مفوهم است که
- همه انسانها برابر هستند
- سرمایه داری نیرویی شیطانی است که در برابر بشریت است
- دولت‌ها باید حامی مردم باشند نه علیه آنها

نگاه اتحاد جماهیر شوروی به این مفهوم خاص تر می‌باشد
- ضدیت با ساختار روایی فیلم‌های هالیوودی و سرمایه داری
- هالیوود ابزاری است جهت تبلیغ سرمایه داری
- حذف فرد در مقام پروتاگونیست و مبنا قرار دادن جمع و توده در مقام پروتاگونیست